# 가젯 (전자기기)
가젯(gadget)은 기계 장치 또는 독창적인 물품을 의미한다. 가젯은 기즈모(gizmo)라고도 한다.

## 역사
이 단어의 어원은 논쟁의 여지가 있다. 이 단어는 스프링 폰틸(spring pontil)로 개발된 18세기 유리 제조 도구에 대한 언급으로 처음 등장한다. 코닝 유리 박물관이 발행한 유리 사전에 명시된 바와 같이, 장치는 "용기의 발을 고정하여 폰틸 사용을 방지하는 스프링 클립이 있는 금속 막대"이다. 가젯은 18세기 후반에 처음 사용되었다. 옥스포드 영어사전(Oxford English Dictionary)에 따르면, 1850년대 이후 정확한 이름을 기억할 수 없는 기술 항목의 자리 표시자 이름으로 "가젯"을 사용했다는 일화적인 증거가 있다. 로버트 브라운의 1886년 책 스펀얀과 스핀드리프트(Spunyarn and Spindrift)와 함께, 선원 소년이 중국 차를 타고 집으로 항해하는 일지에는 인쇄된 최초의 알려진 사용법이 포함되어 있다.
널리 퍼진 이야기에 따르면 가젯이라는 단어는 자유의 여신상(1886)의 르푸세 건설 뒤에 있는 회사인 Gaget, Gauthier & Cie가 기념물의 소규모 버전을 만들고 회사 이름을 따서 명명했을 때 "발명"되었다고 한다. 그러나 이는 이 단어가 이미 항해계에서 사용되었다는 증거와 적어도 미국에서는 제1차 세계 대전 이후까지 대중화되지 않았다는 사실과 모순된다. 다른 출처에서는 프랑스 gâchette에서 파생된 내용을 인용한다. 발사 메커니즘의 다양한 부분이나 작은 도구 또는 액세서리인 프랑스 gagée에 적용된다.

## 같이 보기
- 일렉트로닉스
- 형사 가제트
- 머천다이징